# أرزو تان
أرزو تان (بالتركية: Burcu Sallakoğlu)‏ هي لاعبة تايكوندو تركية، ولدت في 1973 في إسطنبول في تركيا.

## وصلات خارجية
- أرزو تان على موقع TaekwondoData.com (الإنجليزية)
- أرزو تان على موقع أوليمبيديا (الإنجليزية)